# Theo Meijer (judoka)
Theodorus Johannes (Theo) Meijer (Amersfoort, 18 februari 1965) is een Nederlands voormalig judoka.
Meijer werd in 1991 Europees kampioen in de klasse tot 95 kg. Hij won een bronzen medaille in het halfzwaargewicht op de Olympische Zomerspelen in 1992. In 1988 werd hij tiende. Na zijn actieve loopbaan was hij actief als judocoach.
Meijer runt sinds 1992 een sportschool in Leusden voor o.a. fitness, vecht- en verdedigingssporten, tennis en squash.